# Mario Ruggenini

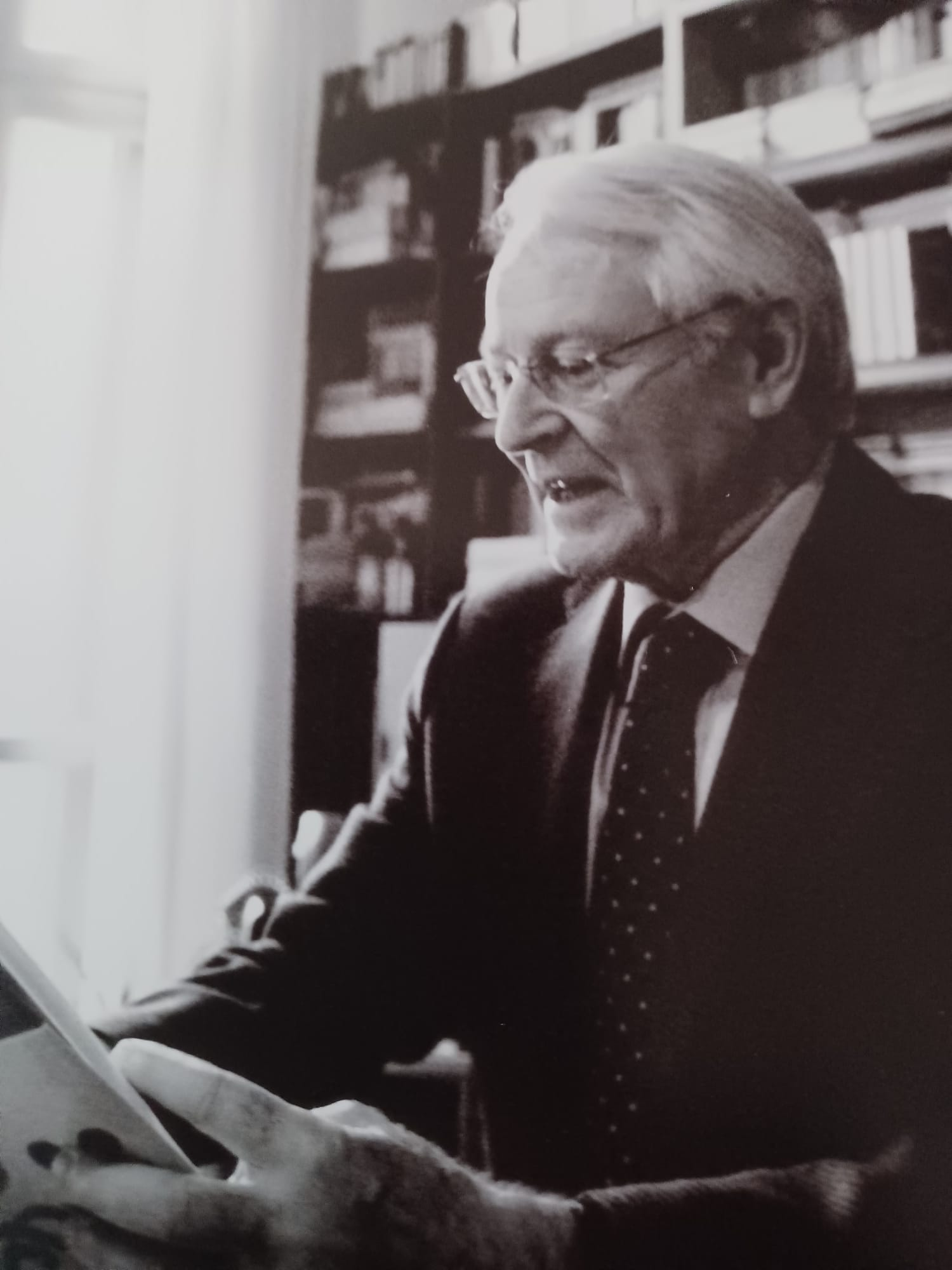
Ruggenini foto

Mario Ruggenini (Mantova, 15 maggio 1940 – Venezia, 18 gennaio 2021) è stato un filosofo italiano.

## Biografia
Si laurea alla Università Cattolica di Milano, dopo essere stato vincitore di una borsa di studio per merito presso il Collegio Augustinianum della Cattolica ed è tra i primi allievi di Emanuele Severino. Il trasferimento di Severino dalla Università Cattolica di Milano a Ca' Foscari conduce alla fondazione nel 1970 dell'allora Istituto di Filosofia (poi Dipartimento di Filosofia e Teoria delle scienze, ora Dipartimento di Filosofia e Beni culturali) entro la nuova Facoltà di Lettere e Filosofia. Severino porta con sé a Venezia i suoi primi allievi, fra cui Ruggenini, e Salvatore Natoli, Luigi Ruggiu, Carmelo Vigna, Umberto Galimberti e altri, affidando a loro i vari insegnamenti presso l'Università Ca' Foscari. 
Mario Ruggenini ha insegnato a Ca' Foscari per quattro decenni, dapprima Storia della filosofia contemporanea, poi Ermeneutica filosofica, e infine Filosofia teoretica. Nel 2011, al termine della sua attività accademica, viene nominato professore emerito dell'Ateneo veneziano. Lungo il corso degli anni ha ricoperto diversi incarichi istituzionali. Ha diretto il Dipartimento di filosofia e ha fatto parte del Senato accademico di Ca' Foscari. 
È stato visiting professor in numerose università, tra cui Parigi, Berlino, Heidelberg, Madrid, Losanna e Lovanio e membro di direzione della rivista Filosofia e teologia. del Comité d'honneur della rivista di fenomenologia "Alter"(Paris); del comitato scientifico dell'Annuario di ermeneutica giuridica "Ars interpretandi"; dello Advisory-Board dei "Neue Studien fuer Phaenomenologie/ New Studies in Phenomenology". 
È stato socio ordinario dell'Istituto Veneto di scienze, lettere e arti.

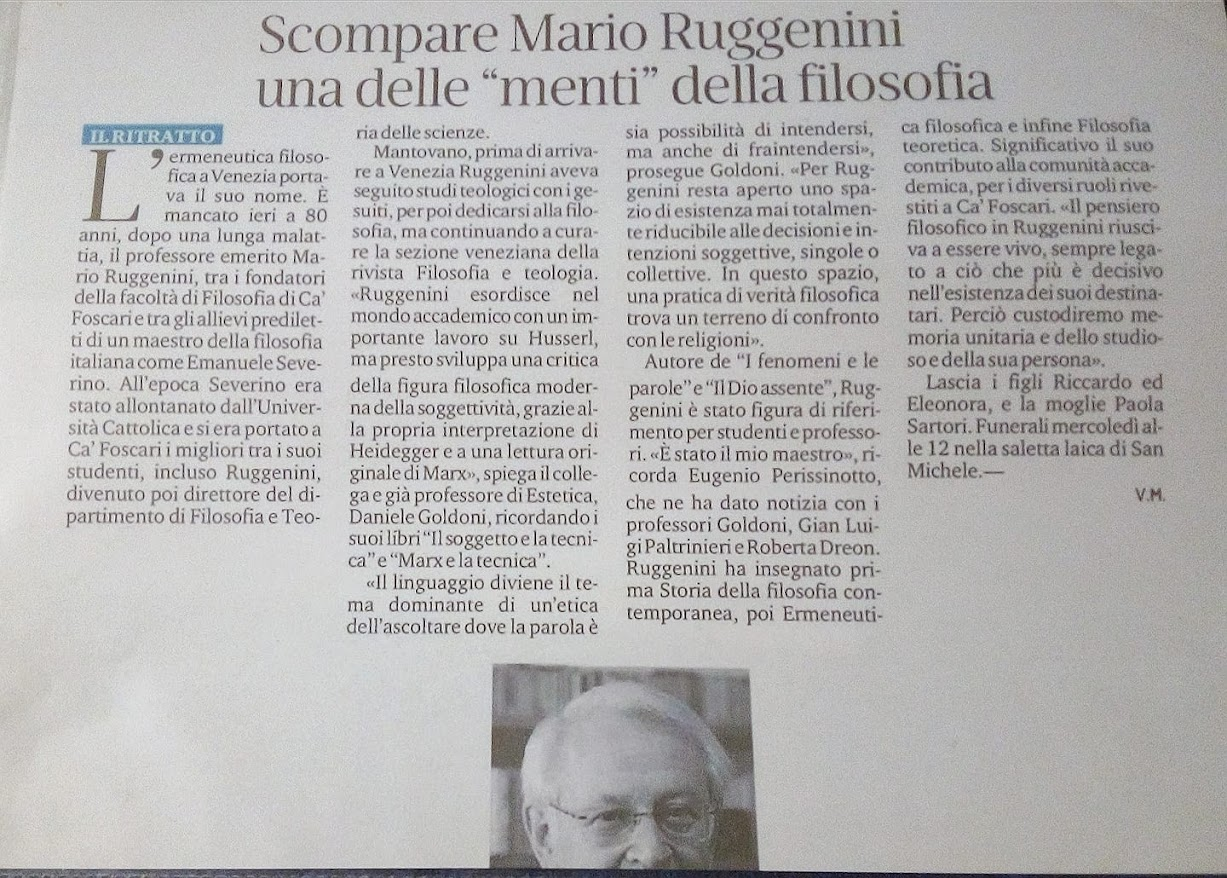
IL GAZZETTINO SCOMPARSA DI MARIO RUGGENINI

Nel giugno del 2022 Ca' Foscari ha organizzato una giornata per ricordarne il profilo filosofico e la figura umana.

## Pensiero
Mario Ruggenini ha sviluppato un percorso di ricerca importante nell'ambito della tradizione ermeneutica e fenomenologica. I suoi primi lavori su Husserl ed Heidegger,che ne segnano l'ingresso nel mondo accademico, lo porteranno in seguito ad elaborare una prospettiva ermeneutica della finitezza e della differenza, rivolta a sottolineare la dimensione della alterità e della apertura verso l'altro, accompagnate da una costante attenzione ai temi del linguaggio e della interpretazione. La necessità, partendo da M. Heidegger, di oltrepassarlo, rimarcando soprattutto i limiti soggettivistici di Sein und Zeit.
Un altro motivo rilevante della sua riflessione è stato l'indagine intorno al rapporto tra fede e ragione e il senso del sacro. La necessità della interpretazione della verità, la finitezza della esistenza umana, la parola come ascolto di altri e con altri, la critica alla metafisica e alle filosofie soggettivistiche del pensiero moderno, che finiscono per deformare la verità finita della esistenza, sono i suoi temi di maggiore impegno filosofico. 
La sua riflessione intende il linguaggio non come insieme di segni portatori di senso e significati, ma come la principale dimensione cui l'uomo appartiene e ne sollecita ed impegna l'esistenza. La critica alla teologia filosofica ed alla metafisica cristiana, responsabili secondo Ruggenini di aver prodotto una “sdivinizzazione del mondo”, lo portano ad una nuova interrogazione sul senso della filosofia, considerata una vera e propria “esperienza religiosa” laica, del Cristianesimo, ripensato come rapporto originario con un divino enigmatico e indecifrabile sulla scia della religiosità greca e di ciò che essa custodisce, il mistero del mondo, il suo enigma.

## Opere principali
- Verità e soggettività. L'Idealismo fenomenologico di Edmund Husserl, Fiorini, Verona 1974
- Il soggetto e la tecnica. Heidegger interprete “inattuale” dell'epoca presente, Bulzoni, Roma 1978
- Volontà e interpretazione. Le forme della fine della filosofia, F. Angeli, Milano 1985
- I fenomeni e le parole. La verità finita dell'ermeneutica, Marietti, Genova 1992
- Il discorso dell'altro. Ermeneutica della differenza, Il Saggiatore, Milano 1996
- Il dio assente. La filosofia e l'esperienza del divino, B. Mondadori, Milano 1997
- Dire la verità. Noi siamo qui forse per dire…, Marietti, Genova 2006